# إستر ليديكا
إستر ليديكا هي لاعبة تزلج على الثلوج و تزلج على منحدرات ثلجية تشيكية ولدت في 23 مارس 1995.

## روابط خارجية
- إستر ليديكا على موقع الاتحاد الدولي للتزلج (التزلج على المنحدرات الثلجية) (الإنجليزية)
- إستر ليديكا على موقع الاتحاد الدولي للتزلج (ركوب لوح الثلج) (الإنجليزية)
- إستر ليديكا على موقع اللجنة الأولمبية الدولية (الإنجليزية)
- إستر ليديكا على موقع أوليمبيديا (الإنجليزية)
- إستر ليديكا على موقع اللجنة الأولمبية التشيكية (التشيكية)